# Ritrovato e perduto
Ritrovato e perduto (The Found and the Lost: The Collected Novellas of Ursula K. Le Guin) è una raccolta di romanzi brevi e racconti lunghi composti dalla romanziera statunitense Ursula K. Le Guin. Fu pubblicata per la prima volta negli Stati Uniti da Saga Press nell'ottobre 2016 ed è stata tradotta in Italiano da Arnoldo Mondadori Editore entro la collana Oscar Fantastica nel dicembre 2018. 

## Struttura
Il volume raccoglie tredici testi narrativi di lunghezza cospicua, selezionati per esemplificare tutti gli aspetti della produzione di Le Guin: mimetica, di realismo magico, fantasy e fantascientifica; con l'eccezione di due racconti giovanili, il grosso dei materiali risale alla maturità stilistica dell'autrice, fra i pieni anni Novanta e i primi Duemila. Più in particolare, tre opere appartengono al Ciclo di Terramare e sono state estrapolate dalla raccolta Leggende di Earthsea (2001) e due racconti sono episodi auto-conclusivi del Ciclo dell'Ecumene già apparsi in antologie miscellanee; l'antologia comprende inoltre tre dei quattro episodi che compongono il romanzo fix-up Il giorno del perdono (1994), settimo volume dell'Ecumene, nonché il quinto episodio che sarebbe stato aggiunto al fix-up nella ristampa del 2017.

## Contenuti
Si elenca per ogni testo la prima edizione in lingua originale. Si marcano con T i racconti afferenti a Terramare, con E quelli autoconclusivi dell'Ecumene, e con G quelli appartenenti al fix-up Il giorno del perdono.
- "Più grande, più lento di qualsiasi impero" ("Vaster than Empires and More Slow"), nell'antologia New Dimensions 1, a cura di Robert Silverberg, Doubleday, 1971. E
- "Buffalo Gals, won't you come out tonight" ("Buffalo Gals, Won’t You Come Out Tonight"), nella raccolta Buffalo Gals and Other Animal Presences, Capra Press, 1987.
- Herne (Hernes), nella raccolta La via del mare. Cronache di Klatsand (Searoad: Chronicles of Klatsand), HarperCollins, 1991.
- "Una questione di Seggri" ("The Matter of Seggri"), Crank! #3 estate 1994. E
- "Una storia alternativa o un pescatore del Mare Interno" ("Another Story or a Fisherman of the Inland Sea"), nella raccolta A Fisherman of the Inland Sea, HarperPrism, 1994. E
- Il Giorno del Perdono (Forgiveness Day), Asimov's Science Fiction novembre 1994. G
- Un Uomo del Popolo (A Man of the People), Asimov's Science Fiction aprile 1995. G
- Liberazione di una donna (A Woman’s Liberation), Asimov's Science Fiction luglio 1995. G
- Musica Antica e le schiave (Old Music and the Slave Women), nell'antologia Universi lontani (Far Horizons), a cura di Robert Silverberg, Avon Eos, 1999. G
- Il trovatore (The Finder), nella raccolta Leggende di Earthsea (Tales from Earthsea), Harcourt, 2001. T
- "Nell'Alta Palude" ("On the High Marsh"), nella raccolta Leggende di Earthsea (Tales from Earthsea), Harcourt, 2001. T
- Libellula (Dragonfly), nell'antologia Legends, a cura di Robert Silverberg, Tor Books, 1998. T
- Paradisi perduti (Paradises Lost), nella raccolta The Birthday of the World, Harper Collins, 2002.